# Прогресс мировых рекордов на дистанции 400 метров комплексным плаванием у мужчин в 25-метровом бассейне
Прогресс мировых рекордов на дистанции 400 комплексным плаванием у мужчин в 25-метровом бассейне. В 1992 году был зарегистрирован первый мировой рекорд в плавании на 400 метров комплексным плаванием у мужчин бассейне 25 метров.
Обвал мировых рекордов в плавании в 2008/2009 совпал с введением полиуретановых костюмов от Speedo (LZR, 50 % полиуретана) в 2008 году и Arena (X-Glide), Adidas (Hydrofoil) и итальянского производителя плавательных костюмов Jaked (все 100 % полиуретана) в 2009 году. Запрет ФИНА на плавательный костюм из полиуретана вступил в силу в январе 2010 года.;
Прогресс мировых рекордов на дистанции 400 метров комплексным плаванием у мужчин в 25-метровом бассейне
| Номер | Время    | Имя          | Национальность | Дата                | Соревнование                             | Место                      | Прим.  |
| ----- | -------- | ------------ | -------------- | ------------------- | ---------------------------------------- | -------------------------- | ------ |
| 1     | 4:08.77  | Лука Сакки   | Италия         | 28 февраля 1992 г.  | Суперфинал ФИНА                          | Пальма-де-Майорка, Испания | [ 2 ]  |
| 2     | 4:07.10  | Яни Сивинен  | Финляндия      | 9 февраля 1993 г.   | Суперфинал ФИНА                          | Мальме, Швеция             | [ 3 ]  |
| 3     | 4:06.03  | Яни Сивинен  | Финляндия      | 20 января 1996 г.   | ?                                        | Лаппеенранта, Финляндия    | [ 3 ]  |
| 4     | 4:05.59  | Марсель Вуда | Нидерланды     | 1 февраля 1997 г.   | Кубок мира                               | Гельзенкирхен, Германия    | [ 4 ]  |
| 5     | 4:05.41  | Марсель Вуда | Нидерланды     | 8 февраля 1997 г.   | Кубок мира                               | Париж, Франция             | [ 5 ]  |
| 6     | 4:04.24  | Мэтью Данн   | Австралия      | 24 сентября 1998 г. | Чемпионат Австралии                      | Перт, Австралия            |        |
| 7     | 4:02.72  | Брайан Джонс | Канада         | 23 февраля 2003 г.  | Межуниверситетский чемпионат по плаванию | Виктория, Канада           | [ 6 ]  |
| 8     | 4: 00.37 | Ласло Чех    | Венгрия        | 9 декабря 2005 г.   | Чемпионат Европы                         | Триест, Италия             | [ 7 ]  |
| 9     | 3:59.33  | Ласло Чех    | Венгрия        | 14 декабря 2007 г.  | Чемпионат Европы                         | Дебрецен, Венгрия          | [ 8 ]  |
| 10    | 3:57.27  | Ласло Чех    | Венгрия        | 11 декабря 2009 г.  | Чемпионат Европы                         | Стамбул, Турция            | [ 9 ]  |
| 11    | 3:55.50  | Райан Лохте  | США            | 16 декабря 2010 г.  | Чемпионат мира                           | Дубай, ОАЭ                 | [ 10 ] |
| 12    | 3.54,81  | Дайа Сэто    | Япония         | 20 декабря 2019 г.  | ISL                                      | Лас-Вегас, США             |        |

Примечания: # — рекорд ожидает ратификации в FINA; мр — действующий рекорд мира среди взрослых; ер — действующий рекорд Европы среди взрослых; нр — действующий национальный рекорд среди взрослых.
Рекорды в стадиях: к — квалификация; пф — полуфинал; э — 1-й этап эстафеты; эк −1-й этап эстафеты квалификация; б — финал Б; † — в ходе более длинного заплыва; зв — заплыв на время.